# Javier Valdivia
Javier Valdivia Huerta (Guadalajara, Jalisco; 4 de diciembre de 1941), más conocido como Cabo Valdivia, es un futbolista mexicano retirado que jugaba en la posición de delantero. Militó por los equipos Club Deportivo Guadalajara (Fue parte del Campeonísimo) y Club Social y Deportivo Jalisco. Jugó para le selección mexicana entre 1966 y 1971, participando como titular en la Copa del Mundo de México 1970.

## Inicios
Debutó en la temporada 1960-61 con el Club Deportivo Guadalajara en un encuentro contra el Monterrey, las lesiones de hombres importantes como Héctor Hernández, 'Bigotón' Jasso y 'La Pina' Arellano orillaron a que el entrenador Javier de la Torre lo debutara, respondiendo de gran manera, anotando dos goles en dos juegos, ya que en el segundo encuentro fue lesionado por Gustavo Peña El Halcón, defensa central del Oro, lesión que lo dejaría fuera el resto del torneo. 
Lograría la titularidad indiscutible en la temporada 1969-70 jugando los 29 juegos de la campaña, formando la delantera junto a Salvador Espinoza y Francisco Jara y conquistando el título de campeón en esa temporada. Tiempo después jugaría con el Club Jalisco, de 1971 a 1973.

## Selección nacional
Con la Selección de fútbol de México debutó el 28 de marzo de 1965, jugó el Mundial de México 70 y a él le cometieron el penalti jugando contra Bélgica. El cobro fue de Gustavo Peña, suficiente para ganar 1-0 y que México pasara por primera vez a cuartos de final.
Es junto con Manuel Rosas, Luis García, Luis Hernández y Omar Bravo los únicos jugadores mexicanos en haber marcado 2 anotaciones en un solo partido en una Copa Mundial de Fútbol. En total anotó 7 goles en 23 partidos con la selección nacional.

### Participaciones en Copas del Mundo
| Mundial                        | Sede   | Resultado        |
| ------------------------------ | ------ | ---------------- |
| Copa Mundial de Fútbol de 1970 | México | Cuartos de final |

## Clubes
| Club        | País   | Año         |
| ----------- | ------ | ----------- |
| Guadalajara | México | 1960 - 1971 |
| Jalisco     | México | 1971 - 1972 |

## Palmarés

### Títulos regionales
| Título                   | Equipo      | País   | Año  |
| ------------------------ | ----------- | ------ | ---- |
| Copa de Oro de Occidente | Guadalajara | México | 1960 |

### Títulos nacionales
| Título               | Equipo      | País   | Año     |
| -------------------- | ----------- | ------ | ------- |
| Primera División     | Guadalajara | México | 1961-62 |
| Copa México          | Guadalajara | México | 1962-63 |
| Primera División     | Guadalajara | México | 1963-64 |
| Campeón de Campeones | Guadalajara | México | 1963-64 |
| Primera División     | Guadalajara | México | 1964-65 |
| Campeón de Campeones | Guadalajara | México | 1964-65 |
| Primera División     | Guadalajara | México | 1969-70 |
| Copa México          | Guadalajara | México | 1969-70 |
| Campeón de Campeones | Guadalajara | México | 1969-70 |

### Títulos internacionales
| Título                                | Equipo (*)  | País      | Año  |
| ------------------------------------- | ----------- | --------- | ---- |
| Copa de Campeones de la Concacaf      | Guadalajara | México    | 1962 |
| Campeonato de Naciones de la Concacaf | México      | Guatemala | 1965 |

(*)Incluyendo la selección

### Distinciones individuales
| Distinción                        | Año     |
| --------------------------------- | ------- |
| Máximo goleador de la Copa México | 1968-69 |
| Máximo goleador de la Copa México | 1969-70 |